# Hekla
El Hekla es un estratovolcán situado al suroeste de Islandia, en la región de Suðurland. Tiene una altura de 1.491 m s. n. m. y es el más activo de la isla. Desde el año 874 d. C. han ocurrido 20 erupciones.

## Características
El Hekla forma parte de una cadena volcánica de 40 kilómetros de largo. Sin embargo, la zona más activa de esta cadena, una fisura de unos 5,5 km de tamaño conocida como Heklugjá, es lo que considera el volcán Hekla propiamente dicho.
Al comienzo de su erupción en marzo de 1947 la columna de fuego y cenizas ascendió a 30 000 metros y hubo nuevas erupciones en mayo de 1970, agosto de 1980, abril de 1981, enero de 1991 y febrero de 2000.
El 19 de abril de 2010 corrió el rumor de que había entrado en erupción, pero fue posteriormente desmentido.
La forma del Hekla es la de un estratovolcán alargado con forma de un bote invertido. A diferencia de la mayoría de los estratovolcanes, el Hekla no tiene un único cráter, y erupciona a través de una fisura que transcurre a lo largo de su cresta o "quilla". Uno de los pocos volcanes de formas semejantes en el mundo es el Callaqui en los Andes del centro-sur de Chile.

## En la cultura
En la Edad Media se consideraba que el Hekla era una de las puertas del infierno y se le llamaba «la prisión de Judas».
El monte Hekla es una de las fuentes de penalidades para los habitantes de la isla en el Diálogo entre la naturaleza y un islandés, del escritor italiano Giacomo Leopardi.